# SD GUNDAM外傳 聖龍物語
SD高達外傳 聖龍物語是SD高達外傳第五作，故事背景是前作機甲神傳說的數十年後，除了一向的單行本作品，本作更有Cardass版本的獨有平行版本故事。
故事出場初期，只以「機動戰士V高達」的角色與兵器為藍本。後來由於V高達的故事方針，由低年齡層轉為較年長觀眾，為了遷就SD化的年齡級別限制，本作初期的角色，亦僅限於V高達的前半部份，再加上部份原創人物，例如主角騎士零高達。後來故事連載到後半部，V高達後半部份SD化終於解禁，不過亦限於敵對角色「幻魔皇帝Assault-Buster」(幻魔皇帝アサルトバスター)。而本作的部份設定，是來自「北斗之拳」及「星球大戰」。

## 主要人物

### 雷之一族
能夠自由操縱雷電的一族，被認為是創世的始祖。當中在作為聖地的「裡加山脈」(リガマウンテン)，在那裡有著酷似聖機兵系統的機械「龍機」，與作為繼承者世世代代傳授、埋藏著更深奧秘的藍色水晶寶劍「雷龍劍」(Thunder Sword)。如今其中一位繼承者，被稱為零高達(Zero Gundam)，正登上聖山，與其他同樣打算成為繼承者的戰士，為了爭奪繼承者寶座，不惜賭上失敗後會被封印所有力量的危險，向著挑戰個人力量極限的競賽進發。
魔龍劍士零高達/魔龍騎士零高達/聖龍騎士零高達(夏克(シャッコー/リグ・シャッコー))
為報父仇，而踏上找尋Vice Gundam(バイスガンダム)旅途的劍客，是雷龍劍的繼承者、龍機多拉古(龍機ドラグーン)的操縱者，絕技是放出巨大雷擊的「雷鳴斬」(Thunder variant，サンダーバリアント)。口頭禪是「回歸於「無(ZERO)」吧!」。
騎士ヴイスクエア(V2高達)
雷之一族騎士，過去雖然在雷龍劍的繼承爭奪中得勝，不過由於雷龍劍最後選擇了零高達，便自願放棄繼承者一職。之後決定留在裡加山脈中，為著成為神官而進行試煉，在修行的最後，將龍機「脈衝星多拉」(ドラゴパルサー)託付予龍機多拉古。
與零高達是昔日朋友，不過亦與嵐之一族的騎士勝利者(騎士ヴィクトリー)有關。「聖龍之王者」前半篇被消滅，最後作為精神體附載在機兵上，為零高達加強力量。
漫畫版中與零高達完全不認識。
龍騎士法爾科高達/聖龍騎士法爾科高達(龍騎士ファルコガンダム)
先代的雷龍劍繼承者，數十年前初代圓桌騎士團成員、也是騎士團成員傑帕(ジェイバー)的戰友。

騎士梅薩魯丹(騎士メザルダン(メッメドーザ))
雷龍劍繼承者之一，可以控制身邊存在於空氣中的電流，絕技也是將電氣集中的絕技「真空雷擊斬」。不過因為心存惡念而失去繼承資格。

騎士薩丁(騎士サーディス) 
與零高達同齡，也是雷龍劍繼承權挑戰者之一，有著敏捷的速度，而相對缺乏攻擊勁度。整體資質並不如零高達。

### 嵐之一族
被認為可以控制暴風雨的一族，不過實情連雷之一族都未曾確定，僅知道他們同樣擁有與聖機兵相似的機兵。與雷之一族不同，重視集體戰鬥，因此有極多繼承者。當中繼承者使用的劍名為「嵐虎劍」。
騎士勝利者(V高達)
為了奪回嵐虎劍踏上旅途的騎士，曾在Vice Gundam手裡救出快被逮住的零高達，本體其實是騎士ヴイスクエア。
與幻魔皇帝アサルトバスター以及騎士古蘇(騎士ブイツー)是兄弟，為了阻上墜入惡道的兄長而四處奔坎。在聖龍之王者篇中被消滅，精神體與機兵一同為零高達加強力量。

### 格拉納達王國
本作的舞台，將機兵專用巨大兵器「白金之戟」(白金のハルバード)視為國寶。
騎士瑪拔(騎士マーベット（マーベット・フィンガーハット）)
聯邦族的女騎士，在聖騎士選拔大會中途，被「地獄亞古捷斯團」(ヘルアクシズ団)襲擊時，得到零高達幫助，她亦以此機會，提議零參加聖騎士選拔大會。比賽後龍機多拉古得到王國裝備新零件，繼而向「贊斯卡帝國」(ザンスカール帝国)開戰。本篇最後部份，零將雷龍劍交託給瑪拔保管。
騎士新幻影(騎士ネオスライド)
聖騎士選拔大會出線的騎士之一，曾擔任格拉納達王國的親衛隊長，也是去年選拔大會的冠軍。為了尋找好對手，再次參加大會，更在比賽中遇到零高達。在「聖龍之王者」中被消滅，精神體與機兵一起為零高達加強力量。
旋風騎士普羅斯特(旋風騎士プロスト) 
聖騎士選拔大會出線的騎士之一，純粹為了受僱而架駛機兵的操手。出於對零高達有興趣而追隨。在「聖龍之王者」中被消滅，精神體與機兵一起為零高達加強力量。
騎士強化型吉姆(騎士ジムパワード)（パワード・ジム）
聖騎士選拔大會出線的騎士之一，機兵陶蘇羅斯高渣古(機兵タウロスハイザック)的操縱者，只是一戰便被騎士新幻影打敗。
騎士J．積遜(騎士J・ジャクソン)
聖騎士選拔大會出線的騎士之一，機兵哈瑪拉多(機兵ハンマライド)的操縱者，只是一戰便被零高達駕駛的機兵尼加加薩(リガカイザー)打敗，以至對他的實力感到極之驚愕。
騎士簡易式老虎(騎士リファイングフ/RF老虎)
聖騎士選拔大會出線的騎士之一，機兵亞．沙姆．沙姆(ア・ザム・ザム)的操縱者。雖然身為新自護族子孫，因為「機甲神傳說之後，聯邦族與自護族統一，而成為聯邦族成員。
騎士轉換式積根(騎士コンバートジェガン/積根改)
達巴地域出身的聖騎士，機兵歐里斯洛埃(機兵オーキスロイド)的操手，處事謹慎，技術雖高但仍然會出現小失誤，在打敗亞．沙姆．沙姆後，被先進機兵艾普克94(先進機兵エプコ９４)擊退。
騎士艾美(騎士エル（エル・ビアン))
聖騎士選拔賽出場的騎士，機兵美奧古雅典娜(機兵ミロクアテネ)的操手，能以攪亂戰法輕易將敵人一擊打破。

羅那王(ロナ王（米捷亞‧羅那/マイッツァー・ロナ）) 
格拉納達王國的國王，為吸收王國外的的機兵技術，而舉行聖騎士選拔會。
老人歐爾．紐葛(老人オイ・ニュング（歐爾．紐葛/オイ・ニュング）) 
聖騎士選拔會出現的老人，曾對魔龍劍士提及，戰亂會伴隨他所到之處而發生。

艾普克行會軍團(エプコギルド・アーミー) 
艾普克行會所屬的私人兵團。
騎士司令高達(騎士コナンガンダム)
2009年復刻Carddas逆輸入設定中，為初代圓桌騎士團成員之一，真實身份是SD司令戰記中G-ARMS的總帥司令高達。

## 遊戲作品
- 1994年—SD高達外傳 聖龍物語(Gameboy)

## 相關連結
- SD高達外傳
- SD高達外傳 圓桌騎士編
- SD高達外傳 聖機兵物語